# IC 370
IC 370  ist eine Balken-Spiralgalaxie vom Hubble-Typ SBc im Sternbild Eridanus am Südsternhimmel. Sie ist schätzungsweise 431 Millionen Lichtjahre von der Milchstraße entfernt und hat einen Durchmesser von etwa 180.000 Lj.

Im selben Himmelsareal befindet sich u. a. die Galaxie NGC 1575.
Das Objekt wurde am 9. Februar 1893 vom französischen Astronomen Stéphane Javelle entdeckt.